# Вендиґо (повість)
«Вендиґо» (англ. Wendigo) — одна з найвідоміших повістей британського письменника Елджернона Блеквуда про моторошну істоту, яка мешкає в безкраїх канадських лісах. Вперше твір опубліковано в авторській збірці «Загублена долина та інші історії» 1910 року.

## Короткий зміст
У дикій місцевості на північ від Щурячого порту в Північно-Західному Онтаріо двоє шотландців — студент-богослов Сімпсон та його дядько, доктор Кеткарт, автор книги про колективні галюцинації, — вирушають полювати на лося з двома провідниками — Генком Девісом і його другом, канадським французом Жозефом Дефаґо. Поки їхній кухар-індіанець Панк залишається в основному таборі, мисливці розділяються на дві групи; доктор Кеткарт йде з Генком, а Дефаґо веде Сімпсона на каное вниз річкою, щоб досліджувати велику навколишню територію.
Сімпсон і Дефаґо розбивають табір, і незабаром стає зрозуміло, що Дефаґо відчуває чи принаймні думає, що відчуває якийсь дивний і лячний запах, принесений легким подихом вітру. Тієї ж ночі Сімпсон прокидається і виявляє, що Дефаґо в жаху зіщулився і чомусь наполовину перебуває за межами намету. Пізніше Дефаґо тікає в ніч, змушуючи Сімпсона вдатися до його пошуків. Багато миль юнак іде слідами провідника, залишеним на свіжому снігу, зауважуючи, що сліди Дефаґо — не єдині. Великі сліди, залишені поряд, явно не належать людині. Поступово Сімпсон зауважує, що й власні сліди Дефаґо перетворилися на зменшену версію великих. Зрештою, обидва набори слідів зникають, і Сімпсону видається, що він чує далекий голос Дефаґо, який кричить звідкись у небі: «О! О! Яка величезна висота! О, мої ноги! Вони горять…!».
Сімпсону нарешті вдається повернутися до головного табору, де він возз'єднується з іншими. Доктор Кеткарт та Генк повертаються з ним на пошуки Дефаґо. Коли вони знову розбивають табір, Генк починає кликати Дефаґо і той — чи якась огидна пародія на нього — з'являється перед ними з хащі, а потім знову зникає. Стривожені та стурбовані побаченим, мисливці повертаються до головного табору на човні і виявляють, що Дефаґо — цього разу справжній — у якийсь спосіб уже повернувся. Страждаючи від марення, переохолодження та обмороження, за два тижні після цього він помирає, а троє чоловіків залишаються здивованими та невпевненими в тому, що сталося. Один Панк міг би пояснити їм це, але він втік додому, як тільки відчув жахливий запах, який носив з собою Дефаґо. Як індіанець, він одразу зрозумів, що Дефаґо бачив вендиґо.

## Автобіографічні моменти та культурні посилання
У цій історії Елджернона Блеквуда можна помітити чимало моментів, пов'язаних з біографією автора. Інтерес до надприродного пробудив у письменника вчитель приватної школи, який володів терапевтичним гіпнозом, після чого юнак почав активно вивчати психіатрію. Психіатром у повісті є доктор Кеткарт, проте основні автобіографічні моменти повісті пов'язані з іншим шотландцем, молодим проповідником Сімпсоном. Як і Сімпсон, британець Блеквуд, здобувши вищу освіту, вирушив до Швейцарії, а потім до Канади, де зацікавився фольклором північноамериканських індіанців і вперше почув міф про вендиґо. 1892 року британець на все літо зник у канадських лісах. Ця поїздка, мабуть, надихнула письменника створити «Острів привидів». Друга й актуальніша експедиція — полювання на лося — трапилася в жовтні 1898 року, коли Блеквуд був на службі в Джеймса Шпейєра. Цю поїздку він описав у статтях «Серед улюблених місць лося» та «У канадській глушині». Остання подорож також надихнула письменника написати оповідання «Озеро Скелета: Епізод у таборі». Крім того переживання періоду ранньої юності відбилися в інших творах Блеквуда, написаних у Швейцарії, куди він повернувся вирішивши присвятити себе літературі.

## Оцінка та вплив на літературу
Повість Блеквуда викликала величезний резонанс у колі фольклористів та професійних письменників:
- Грейс Ізабель Колброн у своєму есе 1915 року «Елджернон Блеквуд: Вдячність» зазначила, що: |  | Для чистого оголеного концентрованого жаху, незрозумілого та незбагненного, такі оповідання, як „Вендиго“… можна назвати провідними серед історій про надприродне».Оригінальний текст (англ.) For sheer naked concentrated horror, unexplained and unexplainable, such tales as "The Wendigo"... may be said to lead among the stories of the supernatural. |
- Гарячий шанувальник Блеквуда Г. Ф. Лавкрафт писав: |  | Ще одна напрочуд потужна, хоч і менш художньо-завершена повість [ніж „Верби“ Блеквуда] — це історія „Вендиґо“, де ми стикаємося з жахливими свідченнями існування величезного лісового демона, про якого шепочуться вечорами лісоруби Північного лісу. Такі свідчення неймовірних речей насправді виявляють помітний тріумф майстерності самого автора».Оригінальний текст (англ.) Another amazingly potent though less artistically finished tale [than Blackwood's The Willows] is The Wendigo, where we are confronted by horrible evidences of a vast forest daemon about which North Woods lumber men whisper at evening. The manner in which certain footprints tell certain unbelievable things is really a marked triumph in craftsmanship. |
- Август Дерлет створив однойменну сутність, описану в серії Міфи Ктулху в оповіданні «Слідство про Вендиґо», а в ранішому оповіданні, натхненному повістю Блеквуда, (The Thing That Walking on the Wind, опубліковано в збірці Strange Tales of Mystery and Terror у січні 1933), він безпосередньо посилається на ім'я Блеквуда та його розповідь про «елементалі повітря»[7].
- Вільна адаптація «Вендиґо» Елвіна Шварца з'являється в його антології жахів Scary Stories to Tell in the Dark[8].

## У масовій культурі
- У грі жахів на виживання для PS4 2015 року «Until Dawn» зображено монстрів вендиґо. Дія гри відбувається на вигаданій канадській горі Блеквуд (штат Альберта) — очевидне посилання на автора та його твори[9].